# ITunes Store
La iTunes Store es una tienda en línea de contenido digital de la empresa Apple Inc., accesible únicamente a través del programa iTunes. La tienda iTunes Music Store abrió el 28 de abril de 2003 y sus productos poseían un sistema de gestión digital de derechos que impide la reproducción de los archivos comprados en ordenadores que no tengan autorización (DRM). Actualmente el DRM ha sido eliminado solamente del contenido musical, el resto de contenidos sigue con DRM.

## Características y restricciones

### Precios
Los precios por cada canción son variables pero en general están alrededor de los 1.29 dólares en los Estados Unidos, 99 céntimos de Euro en España y 15 pesos en México.
El 5 de agosto de 2009 se lanzó el primer iTunes Store Latinoamericano en México, que cuenta con 4 millones de canciones. Los precios son los más bajos de todas las iTunes Store y varían desde los $9 MXN (0.71 USD) por canción y $24 MXN por vídeo musical, asimismo el costo del álbum es de $120 MXN en promedio, aunque se pueden encontrar álbumes desde $80, $90 y $110 MXN. Actualmente aún no cuenta con la compra de programas de TV. La forma de pago puede ser con tarjeta de crédito o débito, o con las iTunes Gift Cards disponibles en tiendas departamentales, autoservicios y distribuidores Apple con un costo de $200, $300 y $600 MXN. El 9 de noviembre de 2010, fue lanzada la venta y renta de películas a $10, $25 y $40 MXN la renta, y la venta a $25 (películas cortas), $35 (películas cortas HD), $50, $80, $100 o $150 MXN.

### Disponibilidad

#### iTunes Store
iTunes Store se encuentra disponible en Alemania, Argentina, Australia, Austria, Bélgica, Bolivia, Brasil, Canadá, Chile, Chipre, Colombia, Costa Rica, Dinamarca, Ecuador, El Salvador, Estados Unidos, Finlandia, Francia , Guatemala,  Grecia, Honduras, Irlanda, Italia, Japón, Luxemburgo, México, Nicaragua, Nueva Zelanda, Noruega, Países Bajos, Panamá, Paraguay, Perú, Portugal, Puerto Rico, República Dominicana, España, Suecia, Suiza, Reino Unido y Venezuela.

#### iTunes App Store
Al 6 de agosto de 2009 iTunes App Store está disponible en Estados Unidos, Argentina, Australia, Bélgica, Brasil, Canadá, Chile, China, Colombia, Costa Rica, Croacia, República Checa, Dinamarca, Alemania, Ecuador, España, Finlandia, Francia, Grecia, Guatemala, Hong Kong, Hungría, India, Indonesia, Irlanda, Israel, Italia, Corea, Kuwait, Líbano, Luxemburgo, Malasia, México, Nicaragua, Países Bajos, Nueva Zelanda, Noruega, Austria, Pakistán, Panamá, Perú, Filipinas, Polonia, Portugal, Catar, Rumania, Rusia, Arabia Saudita, Suiza, Singapur, Eslovaquia, Eslovenia, Sudáfrica, Sri Lanka, Suecia, Taiwán, Tailandia, Turquía, Emiratos Árabes Unidos, Reino Unido, Venezuela, Vietnam y Japón. En iTunes 12.7, Apple eliminó la App Store.

#### iTunes Wi-Fi Music Store
El lanzamiento del iPod Touch trajo la introducción de la tienda iTunes Wi-Fi Music Store. Esta versión permite a los dueños de iPods, iPhones e iPads con capacidad inalámbrica Wi-Fi de adquirir música directamente en sus dispositivos portátiles de música.

### Ayuda al cliente
Apple no proporciona servicio al cliente para iTunes a través de una línea telefónica, aunque Timothy Noah (Slate) ha fundado una línea de servicio al cliente. Todas las preguntas a este servicio son gestionadas vía Internet.

## Historia de iTunes Store

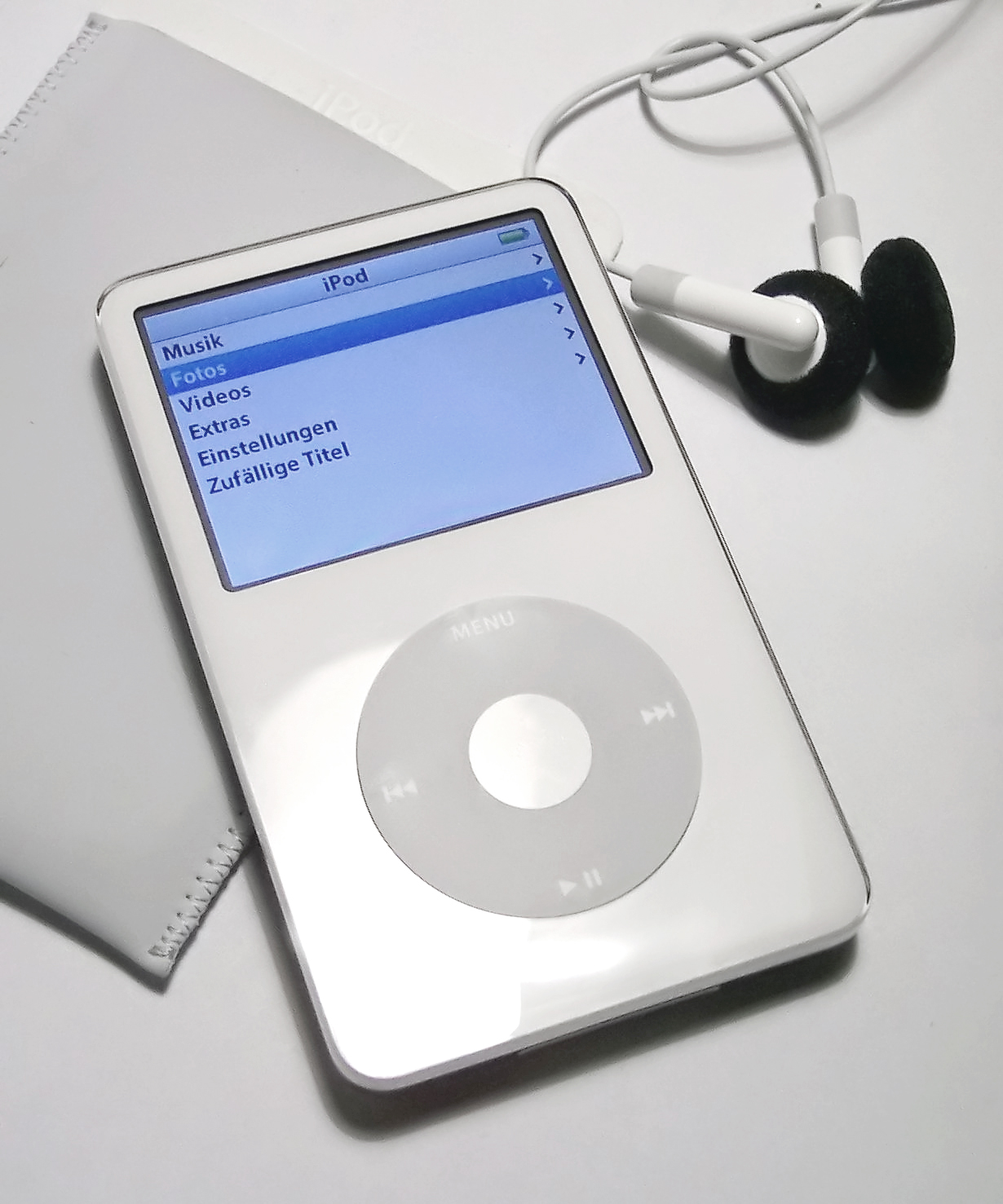
Un iPod de color blanco de la quinta generación con auriculares. Los dispositivos portátiles solo con licencia para reproducir música protegida de iTunes Store son los iPods, el iPhone, el iPod Touch, el iPad y seleccionado los teléfonos móviles de Motorola, tales como el ROKR.

Tras hacer su aparición el 28 de abril de 2003, iTunes Music Store fue la primera tienda de música en línea en ganar una amplia atención de la prensa. Las tiendas de Apple permiten al usuario adquirir canciones y transferirlas fácilmente a su dispositivo iPod a través del programa de computadora iTunes. El iPod es el único reproductor de música digital (además de algunos celulares Motorola y el iPhone) que están diseñado para trabajar con iTunes Store, aunque algunos otros reproductores de música digital trabajarán en el futuro con iTunes. iTunes Music Store se lanzó inicialmente con 200 000 archivos disponibles para descarga.
El 5 de septiembre de 2007 Apple introdujo el iPod touch que incluía al iTunes WiFi Music Store. Una actualización del iPhone que incluía la tienda WiFi Store fue lanzada el 28 de septiembre de 2007.

## Catálogo de contenidos

### Música
La tienda comenzó después de que Apple firmara tratos con los cinco mayores sellos discográficos en ese momento: EMI, Universal, Warner Bros, Sony Music Entertainment y BMG (los dos últimos se fusionaron para dar origen a Sony BMG). La música de más de 600 artistas de sellos independientes fue agregada posteriormente, el primero fue Madonna el 29 de julio de 2003.
La tienda tiene más de 45 millones de canciones, más de 45 000 películas incluyendo pistas exclusivas de numerosos artistas populares. No todos los artistas están disponibles en iTunes, incluyendo algunos como Garth Brooks y Tool, así como una carencia total de álbumes de muchos artistas.
Nuevas canciones son ingresadas al catálogo de iTunes cada día, mientras que la tienda iTunes es actualizada cada martes. Apple también difunde una "Single of the Week" (La Canción de la Semana) y usualmente un "Discovery Download" los martes, la cual está disponible gratis durante una semana.
Algunos artistas han tenido que retirar su música de la tienda. Probablemente el caso más notable es la producción de Frank Zappa; una significante cantidad de su música fue añadida a la tienda iTunes en agosto de 2005 y un año después fue retirada.
Las canciones descargadas incluyen información como el nombre, artista y álbum, aunque iTunes provee un servicio para hacer esto para canciones que no tiene costo alguno para la tienda. Las canciones vienen también con carátulas del álbum. Con el lanzamiento de iTunes 7, estas carátulas pueden obtenerse para canciones no adquiridas de manera gratuita si el usuario posee una cuenta en iTunes Store. Las canciones compradas no vienen con sus letras ya escritas, ni tampoco iTunes ofrece un servicio para adquirir letras de canciones. Sin embargo, éstas pueden obtenerse fácilmente usando un sitio web distinto o la aplicación Dashboard.

#### Subdivisiones
Cuando comienza a operar la tienda de música en los Estados Unidos, había muchas tiendas subdivididas a las que uno podía entrar. Estas tiendas también se encontraban bajo los títulos 'More In Music,' 'Genres,' 'Pre-Orders,' 'Celebrity Playlists' y 'Free Downloads'. En 'More In Music', uno puede entrar a varias tiendas aleatorias como Starbucks Entertainment and iTunes Essentials. Con 'Genres', uno puede entrar a tiendas que sólo tienen un género musical como blues o reggae. Hay un total de 20 géneros en la tienda de música estadounidense. 'Pre-Orders' lista álbumes que uno puede pedir por anticipado antes de que el álbum sea lanzado. 'Celebrity Playlists' contiene listas de canciones elegidas y descritas por celebridades. 'Free Downloads' son canciones que usuarios suscritos a iTunes Store pueden obtener gratis.
El 1 de noviembre de 2006, Apple creó una nueva categoría para contenido latino, 'iTunes Latino'. Telemundo y Mun2 dejaron algunos de sus programas populares disponibles por cargo, convirtiéndose en el primer contenido hispano de televisión en la tienda. Ofrecía música, videos musicales, podcasts y programas televisivos en español en una sola área. La amplia descripción dada al contenido estaba en español; así como sus subcategorías. La banda de Flamenco Metal originaria de Gibraltar, Breed 77, lanzó un álbum exclusivo llamado Un Encuentro para coincidir con el lanzamiento de "iTunes Latino". Contenía 11 canciones, todas de álbumes previos, pero todas cantadas en castellano.

### Audiolibros (Audiobooks)
iTunes Store también incluye más de 20 000 libros hablados, codificados a 32 Kbits/s. Previos de noventa segundos se ofrecen por cada libro. Estos libros son provistos por Audible.com. Este es el mismo formato disponible si el usuario se inscribe directamente con Audible.com y elige el formato "iPod". La principal diferencia es que no es necesario inscribirse para una suscripción para conseguir los libros hablados como ocurre en Audible. Un pequeño descuento es brindado por la compra de libros hablados a través de iTunes Store, pero sobre una base selectiva de Apple en comparación con "siempre descuentos para miembros" si uno tiene una suscripción a Audible.

### Vídeo
En octubre de 2005, Apple anunció que la más reciente versión del iPod para esa fecha podría reproducir archivos de video, los cuales podrían venderse en línea a través de iTunes Store en los Estados Unidos. Entre estos se incluyen 2000 videos musicales y episodios de programas populares de televisión. Apple hizo un trato con Disney para ser el primer proveedor de programas televisivos, entre los primeros se encontraban episodios de Lost y Desperate Housewives con cada episodio puesto en circulación al día siguiente de su difusión en televisión. Muchas películas animadas de corta duración de Pixar también están disponibles.
La venta de videos en iTunes generó un arduo debate sobre si existiría una audiencia que pagara por programación disponible gratuitamente en la televisión. Como explicaron en MP3 Newswire, los usuarios están pagando realmente por un servicio en el que otro digitaliza los episodios transmitidos gratuitamente para que puedan ser reproducibles en sus iPods, por cada episodio en su forma no comercial y por un lugar conveniente para seleccionar y descargar presentaciones individuales. A través de una versión actualizada de QuickTime Pro, el programa de reproducción de videos de Apple, los usuarios puede crear sus propios videos para el iPod, incluyendo versiones digitalizadas de programas grabados en sus videograbadoras si ellos desean tomarse el tiempo y esfuerzo que representaría ahorrarse el costo.
En julio de 2006, la serie piloto Aquaman fue puesta a disposición para descarga. Fue el primer programa ofrecido en iTunes que nunca antes había sido propalado en una red de televisión. El 12 de septiembre de 2006, Apple renombró a su tienda iTunes Music Store por iTunes Store al mismo tiempo en que comenzó a vender películas a través de su tienda. El servicio debutó con un catálogo de 75 películas de cuatro estudios de Disney: Disney, Pixar, Miramax y Touchstone Pictures. En el mismo día, Apple incrementó la resolución de videos y películas vendidas en iTunes Store de 320x240 (QVGA) a 640x480 (VGA).
Más tarde, en diciembre de 2006, Apple comenzó el lanzamiento de tráileres de películas gratuitos en el formato de iPod de 320x240, en el formato de Apple de 640x480, y videos de calidad HD. El 9 de enero de 2007, Apple anunció durante la presentación central de MacWorld que el catálogo de Paramount Pictures sería agregado a iTunes Store, siendo el total de películas superior a 250. El servicio solo está disponible en los Estados Unidos.
El 12 de febrero de 2007, una nota de prensa anunció la adición de películas de Lionsgate a la tienda, siendo el número total de películas disponibles superior a 400. El 11 de abril de 2007, Apple anunció que MGM Studios había puesto a disposición algunos títulos seleccionados en su tienda, los cuales superaban los 500. MGM declaró que era la mayor biblioteca moderna de películas en el mundo. Su catálogo incluía películas clásicas como Robocop, West Side History y Mad Max.
El 11 de junio de 2007 se descubrió que Apple estaba en conversaciones con varios estudios de Hollywood para hacer que las nuevas películas estuvieran disponibles para alquiler. Los títulos podrían ser rentados por US$ 2.99 y expirarían después de un determinado número de días. El 29 de agosto de 2007 una selección de programas de televisión fueron puestos a disposición en la tienda en línea inglesa a un precio de UK£ 1.89 por episodio, incluyendo Lost, Ugly Betty y Desperate Housewives.

### iPod games
El 12 de septiembre de 2006, la tienda iTunes comenzó a ofrecer juegos adicionales para venta con el lanzamiento de iTunes 7, compatible con los iPod classic o iPod nano con video playback. Entre los títulos se encontraban: Bejeweled, Cubis, Mini Golf, Mahjong, Pac-Man, Tetris, Texas Hold 'Em, Vortex, y Zuma. Los juegos no podían ser jugados en iTunes. El 19 de diciembre de 2006 iTunes lanzó dos juegos más para compras: Sudoku y Royal Solitaire. El 7 de febrero de 2007 iTunes lanzó Ms. Pac-Man.
El 24 de abril de 2007, Apple también lanzó iQuiz a US$0.99 (UK£0.79). 'Trivia Packs' adicionales pueden ser añadidos a iQuiz a través del programa iQuiz Maker. El 22 de mayo de 2007, iTunes lanzó una versión del videojuego Lost, basado en la serie de televisión del mismo nombre. También, el 17 de julio de 2007 The Sims Bowling fue añadido. El 29 de julio, EA lanzó The Sims Pool, antes del primer juego de Sony BGM, "Musika", el 7 de agosto.
Los títulos disponibles para descargar hasta el 24 de febrero del 2008 fueron:
- The Sims Bowling (ya no está en el AppStore)
- Musika (ya no está en el AppStore)
- The Sims Pool (ya no está en el AppStore)
- SAT Test Prep 2008 (ya no está en el AppStore)
- Ms. PAC-MAN (existe todavía en el AppStore) 2013
- Tetris (existe todavía en el AppStore) 2013
- Sudoku (existe todavía en el AppStore) 2013
- iQuiz (existe todavía en el AppStore) 2013
- PAC-MAN (existe todavía en el AppStore) 2013
- Cubis 2 (ya no está en el AppStore)
- Mahjong (existe todavía en el AppStore) 2013
- Bejewelled (existe todavía en el AppStore) 2013
- Mini Golf (existe versiones todavía en el AppStore) 2013
- Vortex (existe versiones todavía en el AppStore) 2013
- Royal Solitaire (existe versiones todavía en el AppStore) 2013
- Lost - The Game (ya no está en el AppStore)
- Texas Hold 'Em (existe versiones todavía en el AppStore) 2013
- Zuma (existe versiones todavía en el AppStore) 2013
- Peggle (existe versiones todavía en el AppStore) 2013
- Bomberman (existe versiones todavía en el AppStore) 2013
- Brain Challenge (existe la versión "Brian Splotch" en el AppStore) 2013
- The Sims Pool (ya no está en el AppStore)
- Sonic the Hedgehog (existe todavía en el AppStore) 2013
- Phase (ya no está en el AppStore)
- Block Breaker Deluxe (existe versiones todavía en el AppStore) 2013
- Pole Position: Remix (existe todavía en el AppStore) 2013
- Chess & Backgammon (ya no está en el AppStore)
- Naval Battle (existe versiones todavía en el AppStore) 2013
- Yahtzee (existe todavía en el AppStore) 2013
- Pirates of the Caribbean: Aegir's Fire (ya no está en el AppStore)